# Secunda
Secunda – miasto, zamieszkane przez 40 198 ludzi (2011), w Republice Południowej Afryki, w prowincji Mpumalanga.
Miasto powstało jako miejsce zamieszkania dla górników z leżących w okolicy kopalni węgla.